# Ugandatrichia acuta
Ugandatrichia acuta is een schietmot uit de familie Hydroptilidae. De soort komt voor in het Afrotropisch gebied.